# Rotundon
Rotundon är en terpen (seskviterpen), som upptäcktes redan 1967 som en extraktionskomponent i Indisk Cypress. Ämnet har fått sitt namn efter örtens latinska namn Cyperus rotundus. Den har visat sig vara en viktig aromkomponent i framförallt kryddor och örter.  I svart- och vitpeppar har man visat att rotundon  t o m är den huvudsakliga komponenten för dessa kryddors aromkaraktär.
Sesviiterpener är en terpenklass som består av tre isoprenenheter. Seskviterpener kan vara såväl icke-cykliska som cykliska och omfatta många unika kombinationer.

## Förekomst
Som redan nämnts förekommer rotundon i kryddor och örter, däribland svart- och vitpeppar, mejram och rosmarin (se listan nedan). Dessutom har man hittat ämnet i kännbara nivåer i vissa druvsorter, och därmed även i de resulterande vinerna. Kryddigheten i viner gjorda på druvorna syrah och grüner veltliner  kommer som exempel från förekomsten av just rotundon. 

### Några exempel på rotundonhalter
Oklart vilka delar av växten som avses.
| Produkt          | Halt (μg/kg) |
| ---------------- | ------------ |
| Vitpepparfrö     | 2025         |
| Svartpepparfrö   | 1200         |
| Cyperus rotundus | 920          |
| Mejram           | 208          |
| Rosmarin         | 86           |
| Atriplex cinerea | 37           |
| Ängsnäva         | 25           |
| Timjan           | 5            |
| Basilika         | 4            |
| Oregano          | 1            |
| Syrahdruvor      | 0,62         |
| Vinranka ?       | 0,15         |

(Perceptionsgränsen i rödvin är runt 16 ng/l som jämförelse)